# 吠檀多
吠檀多派（羅馬化：Védānta，发音/ve:da:ntǝ/），前身是婆羅門教教內的後弥曼差派（Uttara Mimamsa）；梵文名由Veda（吠陀教圣典《吠陀經》，意爲知識）和anta（终极、前方）两个词组成，意为“吠陀的终极”，是被视为正统的印度教教內的六个教派之一，是影响最大的一派。《梵天經》是此派的理论根据。

## 經典
吠檀多派的经典主要有：
1. 《吠檀多经（英语：Brahma Sutras）》，相传为跋多罗衍那（英语：Badarayana）所著。[1]
2. 《奥义书》
3. 《薄伽梵歌》

## 學說
吠檀多派的主要學說有：二元論、不二論、勝二元論。